# アルテルナリア
アルテルナリア(Alternaria)は、分生子を形成するカビ、いわゆる不完全菌の一つ。植物質によく発生し、植物の病原菌になるものが多く含まれる。時にはアルタナリア・アルターナリアなどの表記も見かける。ススカビの名称もあるが、あまり普及していない。また、すす病やススカビ病の病原体とも限らない上、それ以外に多くの植物の病原体であるので、あまり当たらない。

## 特徴
培地上ではコロニーは白かやや褐色、あるいは黒っぽくなり、菌糸は寒天中にも気中にも出る。それほど密に分生子形成をするものではない。分生子柄は真っすぐ立ち上がるよりは、やや斜めに伸びる。枝分かれはすることもあるが、特徴ははっきりしない。
分生子形成型はポロ型。出芽型に似て、新細胞の出る部分の周囲が厚くなって、はっきりとした穴を形成する。はじめは分生子柄の先端に穴を生じて、柄の延長方向に分生子が作られる。分生子柄の先端が仮軸状に伸びて新たな胞子形成部位を作る場合もある。普通は新しい分生子は古い分生子の先端から出る。結果として分生子は古いものを基部に、新しいものほど先の方に並んだ鎖を生じる。一つの分生子から複数の分生子を生じると分生子の鎖が分枝することになるが、多くない。
分生子は茶褐色で、楕円形から卵状楕円形、つまりやや先細りになる。複数細胞からなり、分生子には隔壁が入る。隔壁は分生子を長軸方向に仕切るだけではなく、縦方向にも入る。つまり、細胞が一列だけではなく、二次元方向に並ぶことがあるのが特徴である。ただし、すべての分生子にこれらの隔壁が出る訳ではなく、横方向の仕切りだけしか持たないものも多い。多細胞であり、アオカビなどにくらべて胞子がはるかに大きく、しかも色が付いているので、その胞子の数珠はなかなかの見物である。
分生子の本体はほぼ同じ形であるが、一部のものではその先端の細胞が長く伸びて刺状突起となる。新しい分生子が出る場合は、その突起の基部から出る。さらにはその突起に側枝が出るものもある。
分生子の鎖はちょっとした刺激で壊れる。野外では風に乗って散布されるものと考えられている。作物などでは果実や種子の表面に分生子が付着しているのがよく知られている。

## 完全世代
完全世代はわかっていないものが多いが、子嚢菌門小房子嚢菌綱プレオスポラ目（クロイボタケ目）のプレオスポラ(Pleospora)がこの型の分生子を作ることが知られている。枯れた植物の茎の上に偽子嚢核を形成する菌である。完全世代が未発見のアルテルナリアについても、この属か、それに近縁な小房子嚢菌であろうと考えられている。

## 利害
自然界の植物遺体を中心とした有機物を分解している腐生菌としても発見される。森林土壌などからも発見される。空中雑菌としてもよく出現し、温帯地域では晩夏から秋にかけての空中胞子相の中で重要な要素となる。また、生きた植物の表面から見つかる菌（圃場菌）のひとつでもある。
しかし、生きた植物に寄生するものもあり、作物に大きな被害を与えるものがいくつも知られている。葉などに黒っぽい斑紋状の病変部を作るものが多い。作物の種類によって寄生する菌の種類も決まっており、また、対象植物に対して特異的な毒素を分泌することが知られている。たとえば次のようなものがよく知られている。
- A. mali：リンゴ斑点落葉病
- A. citri：カンキツ褐斑病
- A. kikutiana：ナシ黒斑病
- A. altenata：イチゴ黒斑病
- A. Longipes：タバコ赤星病
- A. solani：ジャガイモ夏疫病・トマト輪紋病・ナス褐斑病
- A. panax：チョウセンニンジン斑点病

また、稲について褐色米の原因となる場合がある。
この他、空気中に飛散した分生子がアレルギーの原因として働く場合があることも知られている。